# Badangpet
Badangpet es una ciudad censal situada en el distrito de Rangareddy en el estado de Telangana (India). Su población es de 15913 habitantes (2011). 

## Demografía
Según el censo de 2011 la población de Badangpet era de 15913 habitantes, de los cuales 8054 eran hombres y 7859 eran mujeres. Badangpet tiene una tasa media de alfabetización del 80,10%, superior a la media estatal del 67,02%: la alfabetización masculina es del 86,67%, y la alfabetización femenina del 73,34%.